# José María Rivera Corral
José María Rivera Corral (Chamoselo, Puentes de García Rodríguez, 9 de agosto de 1856 - La Coruña, España, 31 de julio de 1936) fue un empresario español.

## Trayectoria
Con 14 años, sus padres hipotecaron partes de sus pertenencias para pagarle el pasaje y emigró con destino hacia la La Habana (Cuba), para más tarde, entre 1874 y 1875, ir a Veracruz (México), de donde retornó a finales del siglo XIX. Al retornar, compró la casa familiar de la que se habían tenido que desprender sus padres en Vilavella, y se casó con Carmen Illade Rilo. Posteriormente, también mercaría casas y terrenos en la Coruña.
El primer negocio fue de 1898, una fábrica de pasta de harina y chocolate a la que llamó, de nuevo, "La Estrella de Oro". Pero duró apenas dos años. En 1901, entró a formar parte de la sociedad Casado, Hermano y Compañía, que se dedicaba a la fabricación de bebidas gaseosas y cerveza (sería el núcleo de la empresa posterior).
En 1906 fundó en la La Coruña la fábrica "La Estrella de Galicia", dedicada a la producción de hielo y cerveza. El nombre alude al antiguo negocio de alimentación en Veracruz "La Estrella de Oro".
Casó con Carmen Illade Rilo y tuvo varios hijos. En la década de los años 20, el negocio pasa a su hijo Ramón Rivera Illade. Con el tiempo, la empresa pasó a convertirse en Hijos de Rivera.

## Galería de imágenes
|                                        |
| Estatua en Puentes de García Rodríguez |

|                                                   |
| Tumba en el cementerio de San Amaro de La Coruña. |